# Centre Léon-Bérard
Pour les articles homonymes, voir Léon Bérard et Bérard.
Pour les articles homonymes, voir CLB.
Le centre de lutte contre le cancer Léon-Bérard, couramment abrégé en CLB, est un établissement privé à but non lucratif situé à Lyon, dans le Rhône, en France. Il participe au service public hospitalier français. Le CLB, établissement de soins privé d'intérêt collectif, est à la fois un hôpital et un centre de recherches. Plus de 400 chercheurs s'intéressent à mieux comprendre les processus de progression tumorale afin de trouver les diagnostics et traitements de demain. Depuis 2003, il fait partie du Cancéropôle Lyon Auvergne-Rhône-Alpes (CLARA).
De par son statut, le centre Léon-Bérard est habilité à recevoir des dons et legs qui sont utilisés pour le financement de cette recherche faite au plus près des personnes malades.

## Caractéristiques et missions
Centre régional de lutte contre le cancer, le CLB est un hôpital spécialisé en cancérologie. Il est affilié à la Fédération nationale des centres de lutte contre le cancer (FNCLCC) - Groupe UNICANCER. Le CLB est certifié dans la V2010 par la Haute Autorité de santé (HAS) (certification obtenue en mai 2011). Il est également certifié ISO 14001 « Système de management environnemental » (janvier 2011).
Le schéma régional d'organisation sanitaire (SROS) reconnaît le centre Léon-Bérard comme pôle de référence régional de cancérologie.
Le centre Léon-Bérard a trois missions essentielles : les soins, la recherche et l’enseignement.
Près de 1600 personnes, médecins, soignants, chercheurs, personnels administratifs, techniques et des services de logistique travaillent sur le site du centre Léon-Bérard.

## Traitements et soins en cancérologie
Il propose sur un même site tous les examens permettant le diagnostic et le suivi des cancers ainsi que les traitements : chirurgie, chimiothérapie et radiothérapie.
Il dispose également d'une unité de soins complémentaires (traitement de la douleur, diététique, assistante sociale, etc.), d'un espace de rencontres et d'information et d'un espace bien-être (coiffure, socio-esthétique) pour l'accompagnement des personnes malades et de leurs proches tout au long de la maladie.
Il compte 314 lits et places autorisés (hors HAD) et plus de 190 places d'hospitalisation à domicile (HAD).

## Historique
Le centre Léon-Bérard a été inauguré le 10 novembre 1923 par le professeur Léon Bérard sous le grand dôme de l'hôtel-Dieu de Lyon. Il était le deuxième centre de lutte contre le cancer créé en France. Depuis 1958, il est installé dans le quartier de Grange Blanche, un des grands pôles de santé pour le Grand Lyon.

## Partenariats
Depuis la saison 2011-12, le CLB et le club de football Olympique lyonnais sont partenaires : le nom de l'hôpital figure sur les maillots de l'équipe en Ligue des champions et 1 000 € sont versés au CLB par la fondation OL pour chaque but marqué en Ligue 1. Depuis 2014, le centre est également associé à l'entreprise informatique Cegid avec un partenariat financier conclu avec la Fondation de cette entreprise.

## Galerie

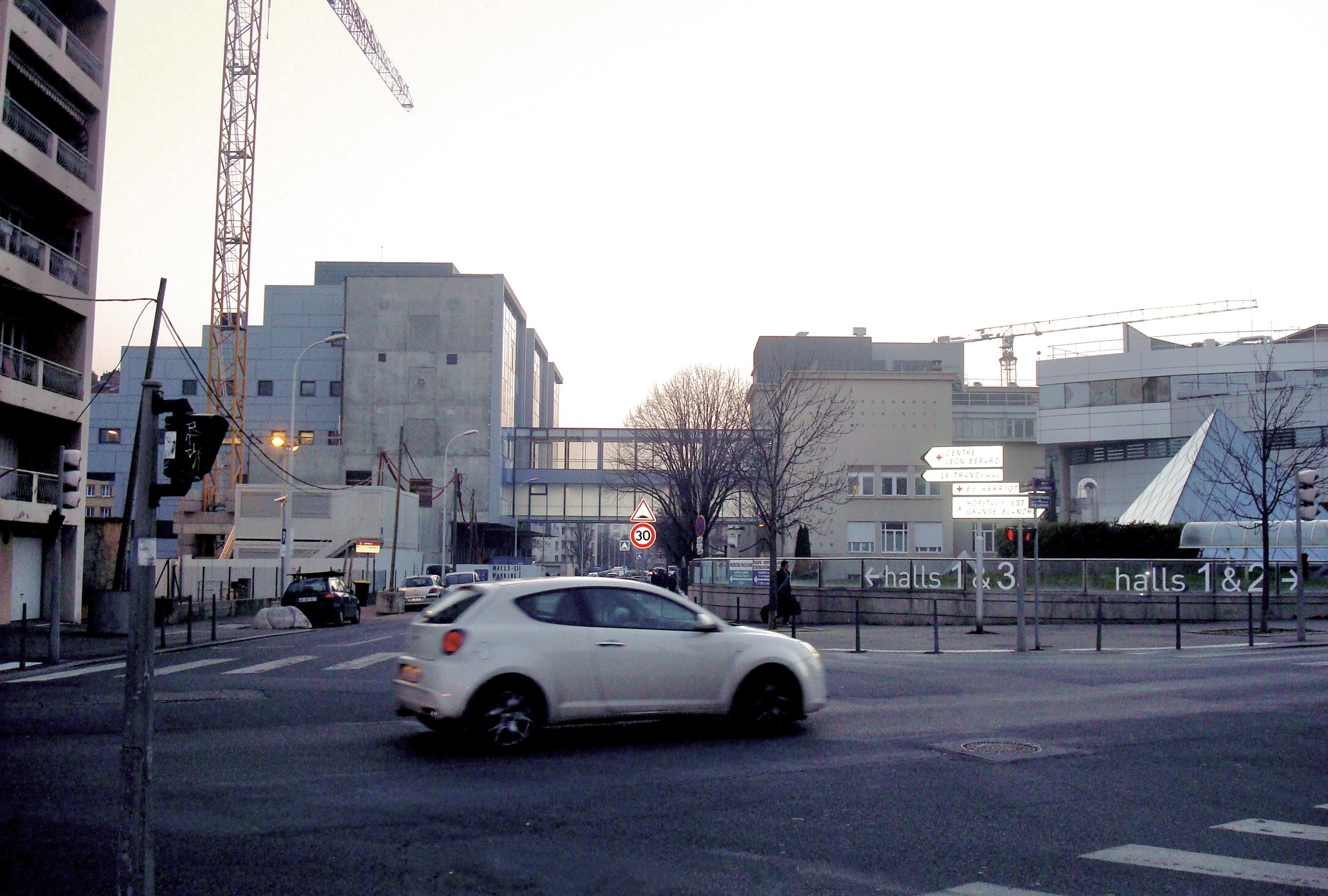
Vue de Léon-Bérard.
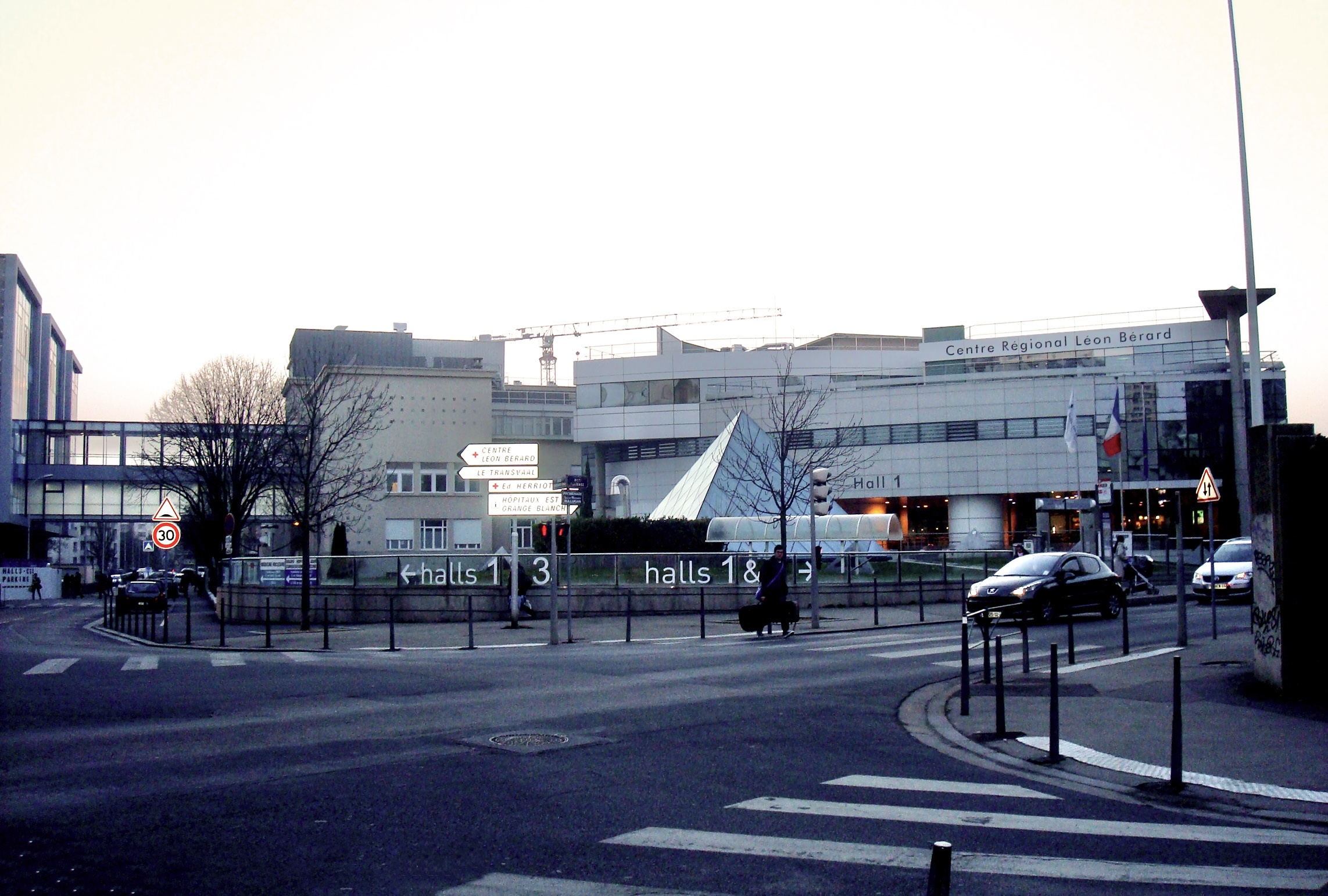
Vue de Léon-Bérard.